# アネマス (971年没)
アン＝ヌウマーン・イブン・アブドゥルアジーズ・イブン・シュアイブ・イブン・ウマル・アル＝クルトゥビー（971年没）は、クレタ島のイスラーム政権最後のアミールであったアブドゥルアジーズ・イブン・シュアイブの息子。後にビザンツ帝国でアネマス (ギリシア語: Ἀνεμᾶς)の名で知られるようになった。

## 生涯
カンダクス包囲戦の末に、クレタ島はビザンツ帝国に再征服された。アネマスと父アブドゥルアジーズは将軍ニケフォロス（後の皇帝ニケフォロス2世フォカス）の捕虜となり、コンスタンティノープルでの凱旋式で引き回された。
コンスタンティノープルに住むことになったアネマスはキリスト教に改宗し、ビザンツ軍に参加して、皇帝の護衛として仕えるようになった。
971年、皇帝ヨハネス1世ツィミスケスによるキエフ・ルーシとの戦争に同行し、ドロストポリ包囲戦でたびたび戦闘に身を投じた。歴史家レオン・ディアコノスによれば、籠城するルーシ軍が城外へ出撃してきたとき、アネマスはみずから第二位の敵将イクモルを討ち取ったという。翌日（レオーン・ディアコノスは「7月24日金曜日」と記録しているが、この年の7月24日は月曜日である）日没ごろ、ルーシ軍は包囲突破を目指して全軍出撃してきた。アネマスはルーシ軍の長スヴャトスラフのもとへ突撃し、首に一撃を与えて落馬させた。しかしスヴャトスラフは鎧のおかげで一命をとりとめた。すぐに周囲から集まってきたルーシ兵に追い詰められたアネマスは、そのうち数人を倒したものの、ついには自殺して果てた。ルーシ軍は自信を取り戻して再度攻勢に出たが、結局膨大な犠牲を出して城へ推し戻された。最終的にスヴャトスラフはビザンツ軍に降伏し、ヨハネス1世と和平を結んだ。
11世紀から12世紀にかけて活躍したビザンツ貴族アネマス家は、このアネマスの子孫である可能性がある。